# 摩羅乃天使

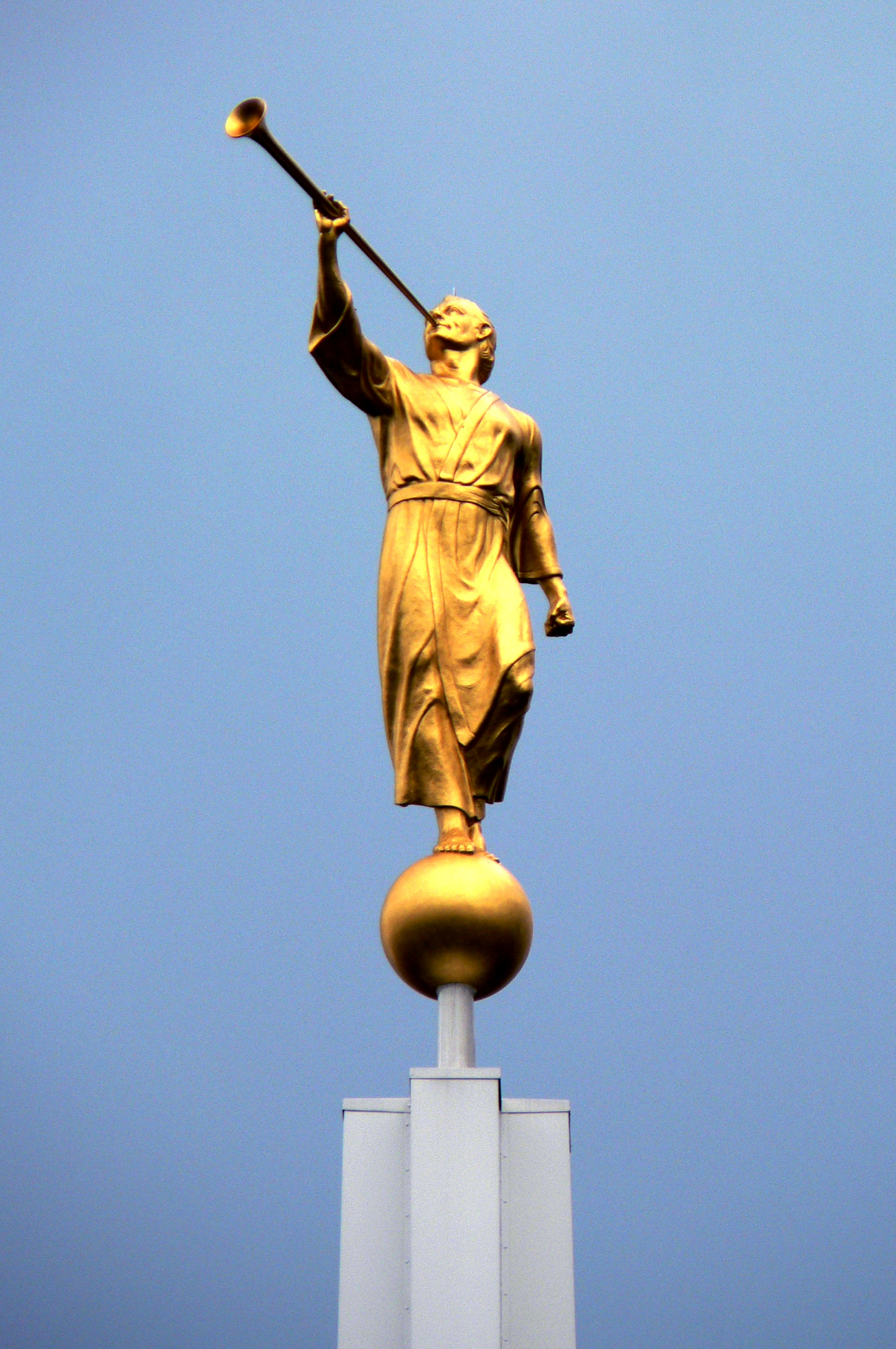
瑞士伯恩聖殿上的摩羅乃天使

摩羅乃天使（Angel Moroni）是耶穌基督後期聖徒教會中的一個天使形象。在耶穌基督後期聖徒教會中，一位天使自1823年9月21日以來曾多次前往約瑟·斯密的住處。據約瑟·斯密所言，天使是金頁片的守護者，而金頁片上記載的內容正是後期聖徒運動的理論依據《摩爾門經》。摩羅乃天使的形象是耶穌基督後期聖徒教會建築和藝術中的顯著特徵之一，其吹小號的姿態被視為耶穌基督後期聖徒教會的非正式象徵。除了斯密之外，三位證人也聲稱他們在1829年看見了摩羅乃天使。據斯密本人的說法，他在翻譯金頁片之後將金頁片歸還給天使，因此天使仍然擁有金頁片。